# The Bags
The Bags (auch Bags oder Alice Bag Band) waren eine US-amerikanische Punkband. Die von 1977 bis 1980 bestehende Gruppe gehörte zur ersten Welle der Punkszene von Los Angeles und erlangte vor allem durch ihren Konzertauftritt im 1981 veröffentlichten Dokumentarfilm The Decline of Western Civilization nachhaltige Bekanntheit.

## Bandgeschichte

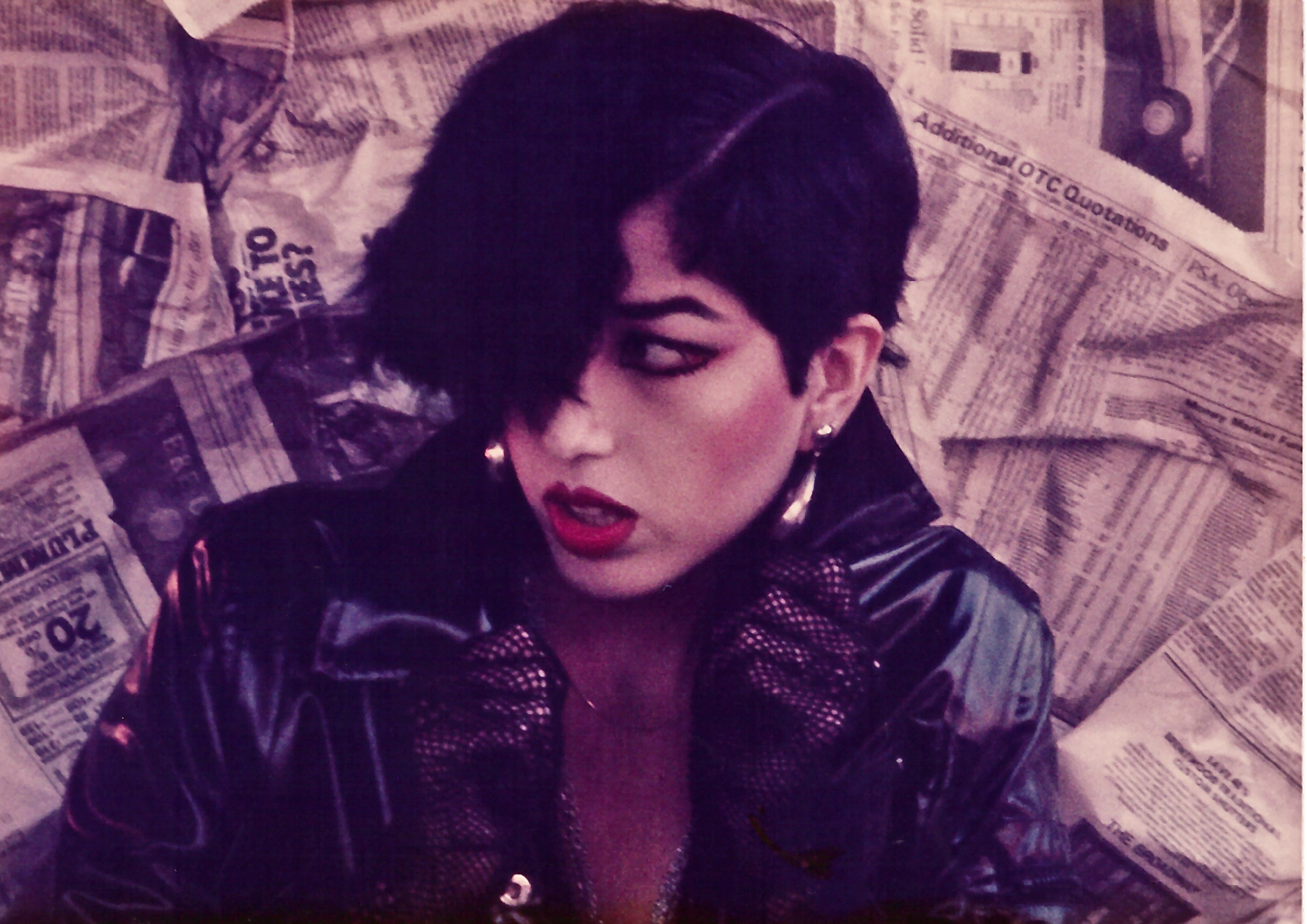
Alicia Armendariz alias Alice Bag

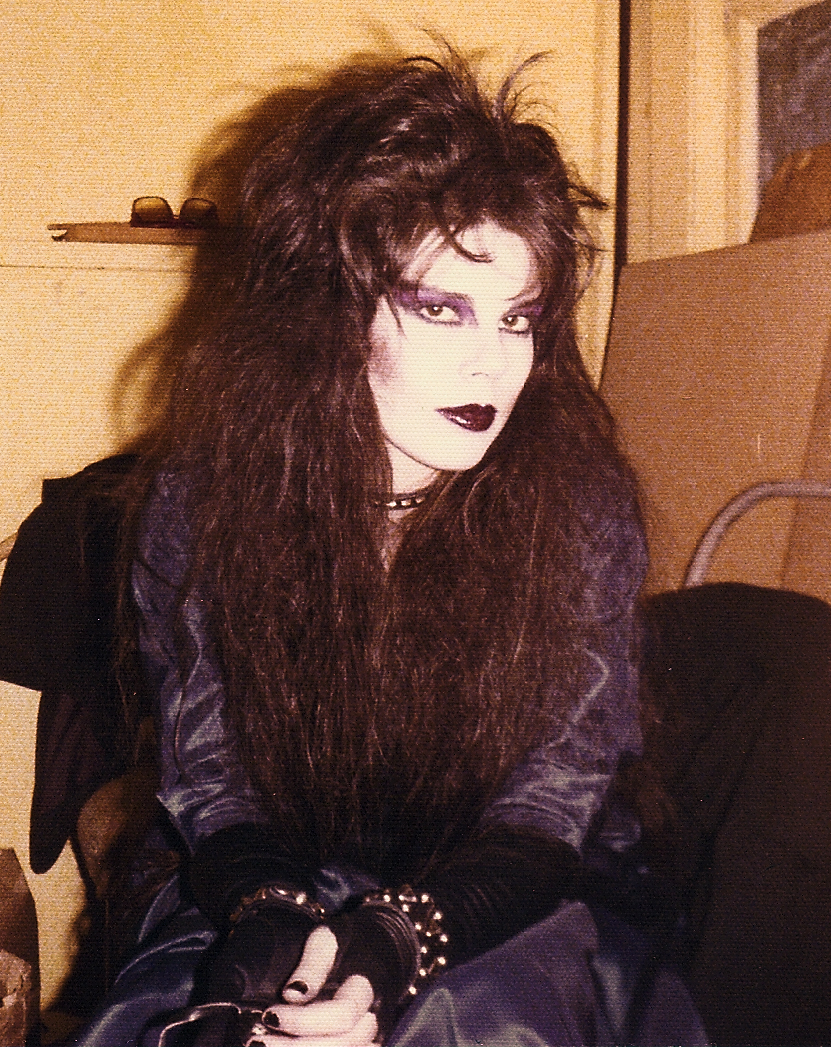
Patricia Rainone alias Pat Bag

Die beiden Gründungsmitglieder Alicia Armendariz und Patricia Rainone, lernten sich 1975 in der Warteschlange vor der Cher-Show kennen, wo sie Gast Elton John sehen wollten. Sie freundeten sich schnell an und gründeten unter dem Namen Femme Fatale eine erste gemeinsame Glamrock-Band. Der ehemalige Manager der Runaways, Kim Fowley, hörte von der Band und lud die Mädchen ein, für sein neues Projekt Venus and the Razorblades vorzusingen.
Femme Fatale wandten sich dem Punkrock zu und suchten mit einer Anzeige in der lokalen Zeitschrift Recycler nach einer Schlagzeugerin. Die Idee einer rein weiblichen Band gaben sie schließlich auf und erfanden sich mit den Gitarristen Janet Koontz und Geza X sowie dem Schlagzeuger Joe Nanini neu. Armendariz alias „Alice Bag“ fungierte als Sängerin, Rainone alias „Pat Bag“ spielte Bass. Der neue Bandname The Bags spielte auf Papiertüten an, die die Mitglieder während der ersten Auftritte auf dem Kopf trugen. Ihr erstes Konzert gab die Gruppe am 10. September 1977 im Klub The Masque, später folgten Auftritte in San Francisco, San Diego, Seattle und Portland. Im Rahmen der energiegeladenen Shows kam es immer wieder zu Auseinandersetzungen mit Fans und anderen Musikern, so etwa zwischen Tom Waits und Weirdos-Drummer Nickey Beat 1978 im Troubadour. Mit Terry Graham am Schlagzeug sowie Craig Lee und Rob Ritter an der Gitarre fand die Band ihre produktivste Besetzung und Lee löste die beiden Frauen zunehmend als Songwriter ab.
1978 veröffentlichten die Bags beim Independent-Label Slaughterhouse Records ihre einzige Single Survive mit der B-Seite Babylonian Gorgon. Ein weiterer Titel, We Don’t Need the English, erschien auf dem Label-Sampler Yes L.A. Nachdem Pat Bag die Band verlassen und Rob Ritter den Bass übernommen hatte, filmte Penelope Spheeris 1980 einen Auftritt für ihren Dokumentarfilm The Decline of Western Civilization. Um einem Rechtsstreit mit Patricia Rainone aus dem Weg zu gehen, wurde die wenig später aufgelöste Band im Film als Alice Bag Band bezeichnet. Diskutiert wurde auch der Bandname Plan 9, weil Craig Lees Mutter Joanna 1959 im berüchtigten B-Film Plan 9 aus dem Weltall mitgewirkt hatte.

## Nachgeschichte
Die einzelnen Bandmitglieder verfolgten nach dem Ende der Bags unterschiedliche Karrieren. Alice Bag gehörte verschiedenen Bands an und ist unter diesem Künstlernamen bis heute musikalisch aktiv. 2011 veröffentlichte sie unter dem Titel Violence Girl: East L.A. Rage to Hollywood Stage, A Chicana Punk Story ihre Memoiren. Patricia Rainone setzte ihre Laufbahn in bekannten Gruppen wie The Gun Club, The Sisters of Mercy und The Damned fort. Rob Ritter (später Graves) starb 1990 an einer Überdosis Heroin, nachdem er in verschiedenen Bands, darunter The Gun Club, gespielt hatte. Craig Lee war bis zu seinem AIDS-Tod im Jahr 1991 vor allem als Autor und Musikkritiker für das Fanzine Flipside und andere Publikationen tätig. Drummer Terry Graham spielte wie Rainone und Ritter mit The Gun Club.
Bei Artifix Records erschien 2007 unter dem Titel All Bagged Up… The Collected Works 1977–1980 eine Kompilation mit Liedern der Bags.

## Stil
Kennzeichnend für die Musik der Bags war neben den verzerrten Gitarren und der beschleunigten Rhythmusgruppe vor allem der aggressive Gesangsstil von Frontfrau Alice Bag. Ihre Stimme, mit der sie laut eigenen Angaben gegen ihren Vater aufgestaute Wut und Frustration ausdrückte, erzeugte eine für den frühen Punkrock typische Dissonanz. Zeitweise wird die Band aufgrund ihres radikalen Sounds dem Hardcore Punk zugerechnet.

“Bag’s unapologetic, aggressive, in-your-face performance not only de-centers the male-dominated punk aesthetic, but also inverts traditional Chicana gender norms, becoming an embodied performance of Chicana feminist testimonio, bearing witness to and “exorcising” the demons of oppression.”

„Bags kompromisslose, aggressive und direkte Performance dezentriert nicht nur die männlich-dominierte Punkästhetik, sondern verkehrt traditionelle Chicana-Geschlechternormen ins Gegenteil, und verkörpert damit ein Chicana-feministisches Zeugnis, das die Dämonen der Unterdrückung bezeugt und „exorziert“.“

In den Anfangstagen der Band traten die Bags mit selbstgestalteten Papiertüten über dem Gesicht auf. Gitarrist Geza X soll seine Tüte zum Missfallen der anderen einmal mit blutigen Tampons dekoriert haben. Auch die Liedtexte befassten sich mit Tüten. Dieses Gimmick wurde jedoch anders als der Bandname bald wieder verworfen. Spätere Texte entsprachen der vorherrschenden Stimmung innerhalb der Punkszene, wie etwa die Zeile „We’re kids on a rampage/Ready to kill/Wild and teenage/Getting our fill“ des Titels Survive zeigt.

## Diskografie
Kompilation
- 2007: All Bagged Up… The Collected Works 1977–1980

Singles und EPs
- 1978: Survive
- 2003: Disco’s Dead (EP)
- 2008: Babylonian Gorgon (EP)

Lieder (Auswahl)
- 1979: We Don’t Need the English
- 1980: Prowlers in the Night
- 1980: Gluttony